# Jean Fontenay
Pour les articles homonymes, voir Fontenay.
Jean Fontenay (Jean Baptiste Pierre Fontenat d'après son acte de naissance) est un ancien coureur cycliste français, né le 23 juillet 1911 à Hirel et décédé le 21 mai 1975 à Saint-Malo. 
Il devient professionnel en 1934 et le reste jusqu'en 1939, avec un retour après-guerre en 1947. Il remporte trois victoires. 
Jean Fontenay aura également deux frères coureurs cyclistes comme lui : Joseph professionnel de 1930 à 1931 et Léon professionnel en 1937.

## Son parcours
Déjà vainqueur de deux étapes sur le Circuit de l'Ouest et sur Paris-Nice, il remporte une victoire de prestige face à Roger Lapébie, lauréat du Tour de France 1937, sur la classique contre-la-montre Manche-Océan en 1938.
Mais il obtient une véritable reconnaissance lors du Tour de France 1939. Après avoir terminé 2e de la 2e partie de la 2e étape Vire - Rennes derrière son coéquipier de l'équipe de l'Ouest Éloi Tassin, il s'empare le maillot jaune avec plus de 2 minutes sur René Vietto. Le lendemain, il traverse son département natal, l'Ille-et-Vilaine, sous les acclamations d'un public acquis aux exploits de l'équipe de l'Ouest. Il conserve son maillot à Brest dans la ferveur qui suit la victoire de son autre équipier Pierre Cloarec. Toutefois, il ne parvient pas à réitérer l'exploit un deuxième jour de suite et cède sa tunique à René Vietto lors de l'arrivée à Lorient.

## Palmarès
- 1930
  - Tour du Calvados :
    - Classement général
    - 2e étape

  - 3e du Circuit d'Évreux
- 1931
  - 3e du Circuit du Roumois
- 1933
  - 2e du Grand Prix de Saumur
- 1935
  - GP Wolber indépendants
  - 2e étape du Circuit de l'Ouest
  - 9e de Paris-Nice
- 1936
  - 5e étape de Paris-Nice
  - 2e de Paris-Nice
- 1937
  - Grand Prix de la Sarthe
    - 2e étape
    - 2e du Classement Général
- 1938
  - Manche-Océan
  - 2e étape du Tour du Calvados
    - 3e au Classement général

  - 3e de Paris-Rennes
- 1939
  - Grand Prix Pierre Le Doaré

## Résultats sur le Tour de France
3 participations
- 1935 : 25e
- 1938 : 24e
- 1939 : 42e,  maillot jaune pendant 2 jours